# دوغ كولمان
دوغ كولمان (بالإنجليزية: Doug Colman) هو لاعب كرة قدم أمريكية أمريكي، ولد في 4 يونيو 1973 في سومرز بوينت في الولايات المتحدة.

## وصلات خارجية
- دوغ كولمان على موقع مرجع كرة القدم المحترفة.كوم (الإنجليزية)